# Heteropoda subplebeia
Heteropoda subplebeia este o specie de păianjeni din genul Heteropoda, familia Sparassidae, descrisă de Strand, 1907. Conform Catalogue of Life specia Heteropoda subplebeia nu are subspecii cunoscute.